# Mayoviridae
Famille
Genres de rang inférieur
- genre Idaeovirus
- genre Pteridovirus

Les Mayoviridae sont une famille de virus de l'ordre des Martellivirales, créée en 2019, qui comprend deux genres et 4 espèces. Ce sont des virus à ARN linéaire à simple brin à polarité positive, qui infectent des plantes (phytovirus). La famille est rattachée au  groupe IV de la classification Baltimore.

## Étymologie
Le nom de la famille, « Mayoviridae », est un hommage à hommage à Michael A. Mayo (1944-2008) pour ses contributions  à l'avancement de la taxinomie des virus au sein de l'ICTV où il occupa diverses fonctions, ainsi que pour son étude de l'organisation du génome et du mécanisme de réplication du Raspberry bushy dwarf virus (RBDV), espèce-type du genre Idaeovirus, l'un des deux genres classés dans cette famille.

## Liste des genres et espèces
Selon NCBI (22 décembre 2020) :
- Idaeovirus
  - Privet idaeovirus
  - Raspberry bushy dwarf virus (espèce-type)
- Pteridovirus
  - Japanese holly fern mottle pteridovirus (espèce-type)
  - Maize associated pteridovirus